# Општински народни конгрес
Општински народни конгреси су били другостепена власт у Великој Социјалистичкој Народној Либијској Арапској Џамахирији у односу на првостепене основне народне конгресе.

## Састав
Општинске народне конгресе су састављали секретаријати основних народних конгреса.
По ранијем закону општинске народне конгресе су састављали: секретаријати основних народних конгреса, секретари народних комитета тих конгреса и секретари синдиката, удружења послодаваца и струковних удружења.

## Дјелокруг
Административне границе општинских народних конгреса је одређивао Секретаријат Општег народног конгреса у координацији са Општим народним комитетом.
По Закону бр. (1) о народним конгресима и народним комитетима (2007) општински народни конгреси су:
- бирали своје секретаријате;
- сакупљали резолуције, препоруке и запажања основних народних конгреса;
- у координацији са Секретаријатом Општег народног конгреса позивали су основне народне конгресе да се састану;
- бирали секретаре народних комитета;
- надгледали изабране функционере, прихватали њихове оставке и разрјешавали их.

## Секретаријати
Општински народни конгреси су бирали своје секретаријате (руководећа тијела). Састављали су их: секретари општинских народних конгреса, секретари за послове народних конгреса, секретари за послове народних комитета, секретари за послове синдиката и струковних удружења, секретари за питања жена и секретари за културна питања и мобилизацију маса.
По Уредби о извршењу Закона бр. (1) о народним конгресима и народним комитетима (2007) секретаријати општинских народних конгреса су:
- надгледали спровођење одлука основних народних конгреса;
- сазивали и предсједавали сједницама општинских народних конгреса;
- у координацији са Секретаријатом Општег народног конгреса одређивали су датуме редовних и ванредних сједница основних народних конгреса;
- надгледали народне комитете и друге институције, а и одржавали заједничке сједнице са њима;
- надгледали и контролисали секретаријате основних народних конгреса и вршили дисциплинску власт над њима;
- формирали комитете за истраживање неправилности у раду секретара ресорних народних комитета, а резултате истраге просљеђивали општинским народним конгресима или судским властима;
- вршили налогодавну власт над особљем секретаријата народних конгреса;
- координирали са Секретаријатом Општег народног конгреса у организационим стварима.

По законима о народним конгресима и народним комитетима (2001, 2007) постојао је и Секретаријат општинских народних конгреса. Састављали су га Секретаријат Општег народног конгреса и секретари општинских народних конгреса.